# Стари надгробни споменици у Бољковцима
Стари надгробни споменици у Бољковцима (Општина Горњи Милановац) представљају значајан извор података за проучавање генезе становништва Бољковаца, као и типолошких и стилских одредница сеоских надгробних споменика рудничко-таковског краја у 19. и првој половини 20. века.

## Бољковци
Једно од већих села у горњомилановачкој општини. Налази се на ободу северног дела општине и граничи са Горњим Бранетићима, Ручићима, Кривом Реком и Угриновцима, као и љишким селима Штавица и Лалинци. Преко Бољковаца, дуж тока реке Драгобиљице, пролази деоница Ауто-пута А2.
Бољковци се први пут помињу у турским пописима из 16. века. Поред староседелачког, од половине 18. века становништво сачињавају досељеници из Старог Влаха, Херцеговине и Црне Горе. Поједине фамилије насељавале су крчевине одвојене мањим шумским комплексима. Главни засеоци су: варошица, Чвортановци, Проструга, Ракитовац и Буковача. У варошици је 1864. године подигнута Црква Светог Николе. Сеоска слава је Пренос моштију св. Николе.

### Сеоско гробље
У Бољковцима постоји једно сеоско гробље на брегу изнад цркве. Подељено је на стари и нови део. Најстарији надгробници су у облику усправних или положених каменова аморфног облика. Највећи број споменика из 19. и с почетка 20. века има облик крста или стуба, са каменом покривком, или без ње. У појединим случајевима споменици су боље обрађени, што сведочи о економском статусу одређених фамилија. Старији споменици у највећем броју су клесани сивог крупнозрног конгломерата из оближњег доњобранетићског мајдана Врановица. Овај камен пун облутака "пршти" при обради, није погодан за финије урезе и временом оставља ружне "ожиљке" на површини споменика.